# 高级辅助驾驶系统
高級輔助駕駛系統（英語：Advanced Driver Assistance Systems，ADAS）可以实现不同级别的自动驾驶功能。
据统计，大多数的道路交通事故都是由人为失误造成，而发展ADAS可以让驾驶更加自动化和自适应化，也可促进车辆安全技术提升，提高驾驶体验。ADAS已经被证明可以有效减少驾驶中的人为失误。ADAS的安全功能旨在通过提供技术提醒驾驶员注意安全风险、实施安全措施以及在必要时控制车辆来避免事故和碰撞。ADAS的自适应功能则可以控制自动照明、提供自适应巡航控制、提示车道偏离和保持车道居中、提醒驾驶员注意可能存在的障碍物并避免碰撞，同时也可以整合卫星导航和智能手机提供定位和导航等服务。
根据一项调查报告显示，在2021年美国、欧洲、日本和中国销售出的新车中，有33%的车辆拥有ADAS功能。该报告还预测到2030年ADAS功能覆盖率将达到50%。

## 概念、历史和发展
1950年代，随着ABS防鎖死煞車系統的应用，ADAS的概念被首次提出。早期的 ADAS 包括电子稳定控制、防抱死制动、盲点信息系统、车道偏离警告、自适应巡航控制和牵引力控制。由于这些系统可能会受到维修校准或碰撞损坏的影响，许多制造商会要求在车辆机械维护后对这些系统进行自动重置。
常見的輔助駕駛系統有：
- 車載導航系統，通常由GPS和TMC來提供即時交通資訊。
- 自適應巡航控制系统
- 車道偏離警示系統
- 自動變道系统
- 防撞警示系统
- 行人偵測（英语：Pedestrian detection）

## 內部連結
- 自動駕駛汽車
- 电子稳定程序
- 車道偏離警示
- 汽車防撞系統